# Smtputils

SMTPUtils es una herramienta de código abierto con proyección a ser una solución líder que sirva para asegurar los servidores de correo electrónico ante la amenaza del spam, virus y toda clase de programas malignos, empleando pruebas no dañinas para detectar fallos de seguridad y errores de configuración que en ocasiones escapan de los administradores de red.

## Herramientas
- Resolución MX por dominio.
- Resolución IP por nombre del host.
- Chequeo de relé abierto.
- Prueba del antivirus perimetral.
- Comprobación del filtro antispam.
- Prueba de rendimiento.
- Obtención de información.
- Generador de SPF (también obtiene).
- Comprobación contra listas negras (DNSBL).
- Prueba de ping.
- Detección de lista gris (greylisting).

## Plataforma de desarrollo
Actualmente y desde sus inicios ha sido desarrollado en el lenguaje Free Pascal y Lazarus como IDE.